# Victoria Beckham (album)
Victoria Beckham è l'eponimo titolo del primo e unico album della cantante britannica Victoria Beckham.
Pubblicato il 1º ottobre 2001 dall'etichetta discografica Virgin, non includeva la canzone Out of Your Mind, pubblicata in precedenza come singolo in collaborazione con i True Steppers e Dane Bowers, ma ne furono estratti altri due singoli entrati tra le prime dieci posizioni della classifica britannica. Delle 12 tracce presenti, nove sono state scritte da Victoria stessa in collaborazione con altri autori; fra queste I.O.U. e Unconditional Love dedicate al marito David e Every Part of Me dedicata al figlio Brooklyn.
L'album raggiunse la posizione numero dieci nella classifica britannica vendendo un totale di 53 000 copie. Dopo la promozione del disco, e contemporaneamente all'annuncio della seconda gravidanza, la cantante si separò dall'etichetta.
I singoli estratti sono stati Not Such an Innocent Girl e A Mind of Its Own, entrambi entrati nella Top10 inglese.

## Tracce
CD Virgin (8111972 (EMI) / EAN 0724381119723)
1. Not Such an Innocent Girl - 3:19 (Steve Kipner, Andrew Frampton)
2. A Mind of Its Own - 3:49 (Victoria Beckham, Steve Kipner, Andrew Frampton)
3. That Kind of Girl - 3:48 (Steve Kipner, David Frank, Jack Kugell)
4. Like That - 4:01 (Victoria Beckham, Matt Prime)
5. Girlfriend - 3:44 (Victoria Beckham, Harvey Mason JNR, Damon Thomas, Dane Bowers, J. Valentine)
6. Midnight Fantasy - 3:15 (Victoria Beckham, J. Aberg, P. Rein)
7. I.O.U - 3:49 (Victoria Beckham, Andrew Frampton, Chris Braide)
8. No Trix, No Games - 3:04 (Victoria Beckham, Steve Kipner, Andrew Frampton)
9. I Wish - 4:09 (Soulshock & Karlin, Peter Biker, E. Wild)
10. Watcha Talkin' Bout - 3:52 (Victoria Beckham, Soulshock & Karlin, N. Butler)
11. Unconditional Love - 3:52 (Victoria Beckham, Rhett Lawrence)
12. Every Part of Me - 5:13 (Victoria Beckham, Soulshock & Karlin, E. Yancey, N. Butler)

Edizione giapponese
1. Not Such An Innocent Girl (Robbie Rivera's Main Vocal Mix)
2. Not Such An Innocent Girl (Sunship Radio Edit)

Edizione cinese
1. Not Such an Innocent Girl - 3:19 (Steve Kipner, Andrew Frampton)
2. A Mind of Its Own - 3:49 (Victoria Beckham, Steve Kipner, Andrew Frampton)
3. Like That - 4:01 (Victoria Beckham, Matt Prime)
4. Girlfriend - 3:44 (Victoria Beckham, Harvey Mason JNR, Damon Thomas, Dane Bowers, J. Valentine)
5. Midnight Fantasy - 3:15 (Victoria Beckham, J. Aberg, P. Rein)
6. I.O.U - 3:49 (Victoria Beckham, Andrew Frampton, Chris Braide)
7. No Trix, No Games - 3:04 (Victoria Beckham, Steve Kipner, Andrew Frampton)
8. I Wish - 4:09 (Soulshock & Karlin, Peter Biker, E. Wild)
9. Watcha Talkin' Bout - 3:52 (Victoria Beckham, Soulshock & Karlin, N. Butler)
10. Unconditional Love - 3:52 (Victoria Beckham, Rhett Lawrence)
11. Every Part of Me - 5:13 (Victoria Beckham, Soulshock & Karlin, E. Yancey, N. Butler)

## Classifiche
| Classifica (2001) | Posizione raggiunta |
| ----------------- | ------------------- |
| Regno Unito       | 10                  |